# Hyla chrysoscelis
Hyla chrysoscelis е вид земноводно от семейство Дървесници (Hylidae).

## Разпространение
Видът е разпространен в Канада (Квебек, Манитоба, Ню Брънзуик и Онтарио) и САЩ (Айова, Алабама, Арканзас, Вашингтон, Вирджиния, Върмонт, Делауеър, Джорджия, Западна Вирджиния, Илинойс, Индиана, Канзас, Кентъки, Кънектикът, Луизиана, Масачузетс, Мейн, Минесота, Мисисипи, Мисури, Мичиган, Небраска, Ню Джърси, Ню Йорк, Ню Хампшър, Оклахома, Охайо, Пенсилвания, Род Айлънд, Северна Дакота, Северна Каролина, Тексас, Тенеси, Уисконсин, Флорида, Южна Дакота и Южна Каролина).